# Otiorhynchus tristis
Otiorhynchus tristis är en skalbaggsart som först beskrevs av Giovanni Antonio Scopoli 1763.  Otiorhynchus tristis ingår i släktet Otiorhynchus, och familjen vivlar. Enligt den finländska rödlistan är arten starkt hotad i Finland. Arten är reproducerande i Sverige. Artens livsmiljö är ruderatmarker, vägrenar och banvallar.